# Costituzione dell'Artsakh
La Costituzione della Repubblica di Artsakh (in armeno Արցախի հանրապետություն Սահմանադրությունը, Artsakh Hanrapetut'yan Sahmanadrut'yuny) è stata la legge fondamentale dello Stato della Repubblica dell'Artsakh (1992-2024), adottata nel 2006 ed emendata nel 2017. Essa poneva le basi dell'ordine legale dello Stato, elencava i diritti fondamentali di tutti gli esseri umani e dei cittadini, stabiliva le competenze del Presidente della Repubblica, del Governo, del Parlamento, del potere giudiziario, i rapporti tra questi poteri ed i principi fondamentali dell'autonomia locale.

## Prima Costituzione
La prima Costituzione della repubblica de facto del Nagorno Karabakh venne adottata nel 2006 dopo aver ottenuto l'approvazione popolare per referendum. Fino a quel momento, dalla sua nascita, lo Stato non aveva una propria Carta costituzionale ma l'apparato istituzionale era regolato unicamente dalla legge ordinaria. La Costituzione comprendeva un preambolo e dodici capitoli per un totale di 142 articoli.

### Preambolo
Noi, il popolo dell'Artsakh: pieni di spirito di libertà; realizzando il sogno dei nostri antenati e il diritto naturale delle persone a condurre una vita libera e sicura nella Patria e di crearla; dimostrando una ferma volontà di sviluppare e difendere la Repubblica del Nagorno Karabakh fondata 2 settembre 1991 sulla base del diritto di autodeterminazione e proclamata indipendente da un referendum condotto il 10 dicembre 1991; come uno Stato libero e sovrano di cittadini con uguali diritti, dove un essere umano, la propria vita e sicurezza, i diritti e le libertà sono un valore supremo;  affermando la fedeltà ai principi della Dichiarazione di indipendenza della Repubblica del Nagorno-Karabakh, adottata il 6 gennaio 1992; ricordando con gratitudine l'eroica lotta dei nostri antenati e delle generazioni presenti per il ripristino della libertà, inchinandosi alla memoria dei caduti in una guerra imposta a noi; realizzati con il potere dell'unità di tutti gli armeni del mondo; rilanciando le tradizioni storiche dello stato in Artsakh; aspirando a stabilire relazioni di buon vicinato con tutti i popoli, prima di tutto con i nostri vicini, sulla base dell'uguaglianza, del rispetto reciproco e della convivenza pacifica; rimanendo fedeli al giusto ordine mondiale in conformità con i valori universali della legge internazionale; riconoscendo la nostra propria responsabilità per il destino della nostra patria storica prima del presente e per le generazioni future; esercitando il nostro diritto sovrano; per noi, per le generazioni a venire e per coloro che vorranno vivere in Artsakh; adottiamo e proclamiamo questa Costituzione.

## Seconda Costituzione
La prima Costituzione della repubblica del Nagorno Karabakh venne riformata nel 2017 e le modifiche sottoposte a referendum popolare. L'impianto iniziale della Carta rimase sostanzialmente invariato, seppure con trentatré articoli in più. Il sistema politico passò da parlamentare a (semi) presidenziale e la repubblica assunse il nome ufficiale di "Artsakh".

### Preambolo
Noi, popolo dell'Artsakh; Dimostrando una forte volontà di sviluppare e difendere la Repubblica del Nagorno Karabakh istituita il 2 settembre 1991 sulla base del diritto all'autodeterminazione, e proclamata indipendente attraverso un referendum condotto il 10 dicembre 1991; affermando la fedeltà ai principi della Dichiarazione di indipendenza dello Stato del Repubblica del Nagorno Karabakh adottata il 6 gennaio 1992; evidenziando il ruolo della Costituzione adottata nel 2006 nella formazione e rafforzamento dello stato indipendente; sviluppando le tradizioni storiche della sovranità nazionale; ispirati dalla ferma determinazione della madrepatria Armenia e degli armeni in tutto il mondo a sostegno del popolo di Artsakh; rimanendo fedeli al sogno dei propri antenati di vivere e creare liberamente nella propria patria e mantenere vivo il ricordo del perito nella lotta per la libertà; esercitando il loro diritto sovrano e inalienabile; adottiamo e proclamiamo questa Costituzione.